# Рестелли, Антонио
Антонио Мария Сальваторе Рестелли (итал. Antonio Maria Salvatore Restelli; 13 июня 1877 или 6 января 1877, Анкона, Марке или Катандзаро — 8 марта 1945, Милан) — итальянский велогонщик, выступавший на треке. Участник летних Олимпийских игр 1900 года.

## Биография
Антонио Рестелли родился 6 января 1877 года в итальянском городе Катандзаро (по другим данным, 13 июня 1877 года в городе Анкона).
Был одним из сильнейших итальянских спринтеров на рубеже XIX и XX веков. Впервые заявил о себе весной 1898 года на велодроме «Порта Салария» в Риме, в том числе в гонке на тандемах. Летом того же года стал выступал за Ciclodromo Milanese.
В 1899—1900 годах дважды становился чемпионом Италии среди любителей в индивидуальном спринте.
В 1900 году вошёл в состав сборной Италии на летних Олимпийских играх в Париже. В индивидуальном спринте выиграл заезд 1/8 финала с олимпийским рекордом на 200-метровке — 13,6 секунды. В четвертьфинале снова выиграл, обновив рекорд (13,0), в полуфинале занял 2-е место, уступив победившему Фернану Сану из Франции расстояние в половину колеса велосипеда.
Через четыре дня после олимпийских соревнований в матче Италия — Франция в Нанте победил олимпийского чемпиона в спринте Жоржа Теландье.
В 1902 году перешёл в профессиональный велоспорт. В том же году завоевал золотую медаль чемпионата Италии среди профессионалов в индивидуальном спринте и участвовал в чемпионате мира в Берлине, где выбыл в полуфинале, после чего фактически завершил выступления.
Умер 11 марта 1945 года в итальянском городе Милан.